# KsOd IIIb3
Die Dampflokomotivreihe KsOd IIIb3 war eine Güterzug-Schlepptenderlokomotivreihe der Kaschau-Oderberger Bahn (KsOd).
Die Lokomotiven dieser Reihe hatten etwas kleinere Abmessungen als die als IIIb1, IIIb2 und IIIb4 bezeichneten Baureihen.
Vermutlich war auch ihre Leistung etwas geringer.
Im Unterschied zu den genannten Reihen IIIb1, IIIb2 und IIIb4 hatten sie Steuerung Bauart Allan-Trick.
Die 23 Maschinen wurden 1873 bis 1892 von Sigl in Wr. Neustadt geliefert.
Bei der Verstaatlichung der KsOd 1924 kamen alle 23 Fahrzeuge zu den Tschechoslowakischen Staatsbahnen (ČSD), die ihnen die Bezeichnung 313.601–623 gaben.